# Лестър Пиърсън
Лестър Боулс „Майк“Пиърсън (на английски: Lester Bowles „Mike“ Pearson) е канадски дипломат и политик.
Той е 14–ият министър-председател на Канада. В качеството си на председател на VII сесия на Общото събрание на Организацията на обединените нации има значителен принос за приключване на Суецката криза, за което получава Нобелова награда за мир за 1957 г. Смятан е за инициатор на мироопазващите сили на ООН и за баща на модерните концепции за поддържане на мира.